# Лайош Надь
Лайош Надь (угор. Nagy Lajos; 5 лютого 1883, Апоштаг — 28 жовтня 1954, Будапешт) — угорський письменник, близький до модерністів; журналіст та редактор часописів. Після Другої світової війни колаборував із комуністичним режимом.

## Біографія
Народився поза шлюбом, його мати Юлія Надь була покоївкою. Виховувався в основному бабусею і дідусем. У 1901 закінчив середню школу, потім працював учителем математики і фізики, підробляв у юридичній фірмі і приватним репетитором у дітей з багатих сімей, навчався в коледжі, де студіював право; 1906 певний час працював помічником районного судді, але диплом юриста так і не отримав.
Перші твори опублікував перебуваючи в Соціал-демократичній партії Népszava («Непсава»), потім зблизився з колом письменників, пов'язаних з модерністським журналом Nyugat («Нюгат»). 1907 опублікував перший роман, з 1908 писав оповідання, присвячені проблемам повсякденного життя. 1915 призваний на військову службу на Першу світову війну, але не служив на передовій, а 1917 звільнений з військової служби через слабке здоров'я.
З 1918 редагував сатиричний журнал Bolond Istók, з 1922 по 1929 співпрацював в літературному журналі Nyugat, потім у виданнях Esti Kurir і Együtt; в 1920-х — 1930-х опублікував у них безліч власних оповідань і фейлетонів. У 1920-х зблизився із забороненою Угорською комуністичною партією. 1935 одружився. 1940, не маючи можливості жити тільки на доходи від літературної діяльності, відкрив власний книжковий магазин. 1945 вступив в Комуністичну партію Угорщини, ставши одним із найвідоміших угорських письменників 1950-ті.

## Твори
- «Кішкунхалом» (1934),
- «Три угорських міста» (1935),
- «Маска села» (1937).

### повісті
- «Учень» (1945),
- «Село» (1946).

### автобіографічні романи
- «Бунтівник» (1949)
- «Втікач» (1954).

## Нагороди
- в 1932, 1935 і 1938 був нагороджений Премією Баумгартена,
- в 1948 отримав Премію Кошута.